# Железопътна линия Горна Оряховица – Елена
Железопътна линия Горна Оряховица – Елена е единична, неелектрифицирана, отклонение на главна линия 4.

## История
Първите проучвания за нея са правени още през 1895 г. във връзка с търсенето на подходящо трасе за презбалканска жп линия с направление Горна Оряховица – Елена – Сливен. Второ проучване на участъка Горна Оряховица – Лясковец – Церова кория – Миндя – Елена се извършва през 1912 г., но поради войните не е имало възможност да започне нейното построяване. През 1922 г. общинският съвет на гр. Елена се стреми да получи концесия за построяване на железопътна линия. Две години по-късно Министерският съвет на Царство България взема решение за построяване на жп линия Горна Оряховица – Елена като държавна. През ноември 1924 г. започва строеж, но поради липса на средства строителните работи са бавни и с прекъсвания. На 26 октомври 1930 г. е изцяло завършена и пуснат в експлоатация само участъка от жп гара Горна Оряховица до град Лясковец с дължина 6275 m. Участъкът е построен с временна и редовна трудова повинност.
Втората част Лясковец – Златарица, с дължина 22 484 m е построена и открита през 1949 г., като работите по изграждане на земното платно (изкопи, насипи, отводнителни канавки) са завършени успешно през 1930 г.
Останалата част, Златарица – Елена, е завършена и открита за редовна БДЖ експлоатация през 1974 г. Преди да започне строителството на този най-труден участък са извършени проучвания за ново жп трасе, в разработването на което е избегнато трасирането и изграждането на предвидените в първоначалния идеен проект жп тунели.
Дължината на линията Горна Оряховица – Елена е около 43 410 m, минималния радиус на хоризонталните криви е 250 m, а максималният надлъжен наклон – 25 ‰. По жп линия Горна Оряховица – Елена са построени 16 моста с обща дължина 1073,25 m. Най-дългият мост е с дължина 128,5 m.

## Трасе
Железопътната линия Горна Оряховица – Елена се отделя от гара Горна Оряховица в източната ѝ част. След това изкачва възвишенията между гарата и градовете Горна Оряховица и Лясковец. Достига град Лясковец в северната му част. След това трасето преминава през няколко рида на Търновските височини, най-високият от които е този при Церова кория – 242 m надморска височина. След това се спуска към долината на река Веселина, пресича я и стига до град Златарица. Този участък е характерен с големите си наклони. От град Златарица линията продължава в южна посока, като следва долината на Златаришка река, пресича я с няколко моста, преодолява пролома Боаза в Еленска планина и навлиза от североизточна посока в град Елена.

## В днешни дни
До спирането на пътническото движение през 2002 г. участъкът се е обслужвал от локомотиви серия 07 и серия 55 на депо Горна Оряховица. Последните влакове по линията са били смесени, като в състава им влиза един пътнически вагон серия 17 или 47 и товарни вагони за превоз на дървесина и стъкло. Разписанието на последните пътнически влакове е било сезонно, влаковете са се движили от април до ноември, само в събота и неделя. През останалото време са се движели само товарни влакове.
Със заповед на Министерски съвет пътническото движение по линията е преустановено през 2002 г. През 2003 г. линията е закрита с постановление на Министерски съвет като нерентабилна. През 2011 г. правителството приема наредба за демонтирането на по-голямата част от линиите с преустановено пътническо движение. Линията съществува, но е в проблемно техническо състояние – на места е пропаднала, обрасла с гъста дървесна растителност, с демонтирани: скрепления за железния път, мостови предпазни контрарелси (в случай на дерайлиране предотвратяват падане на жп превозно средство от мостовата жп конструкция, тъй като тогава колоосите му се заклинват между релсите, понасящи тежестта на подвижния жп състав и предпазните контрарелси). Последните пътнически влакове са се движили с 25 km/h. Днес линията се използва само в частта си от Горна Оряховица до Лясковец, като се води към маневрен район Лясковец. В гара Лясковец е една от базите на Държавно предприятие „Транспортно строителство и възстановяване“. Също така по жп клона се движат и товарни влакове, които возят скрап.